# Cão chinês de chongqing
O cão chinês de chongqing, conhecido como o cão do leste de Sichuan (chinês: 川东 猎犬) na China, é uma raça de cão originária de Sichuan e Chongqing no sudoeste de China.

## História
A história desta raça pode ser rastreada até a Dinastia Han Ocidental ( 202 A.C. a 8 D.C.). Arqueólogos encontraram um enorme cemitério da dinastia Han ocidental em Chongqing em 20 de abril de 2000.  Um grande número de estátuas de cerâmicas de cães foram encontradas. Alguns deles serviam ao propósito de serem deuses protetores para acompanhar o túmulo da família nobre em espírito. Esta raça antiga também foi usada para caça na área montanhosa do leste de Sichuan. Eles são cães inteligentes, destemidos e ágeis, com excelentes sentidos de olfato. O cão Chongqing é um cão de tamanho médio e é coberto por pelagem curta e dura, o que aumenta a flexibilidade para atravessar a mata enquanto caça.

## Temperamento
O cão de Chongqing pode ser protetor de sua família e proprietário, mas se um estranho é gentil e o dono estiver presente, o cão irá respeitá-lo. Eles geralmente são bons companheiros da família. No entanto, diz-se que esses cães desconfiam de estranhos desconhecidos e, se sentirem medo, se prepararão para a ação e atacarão em reação à ações suspeitas.